# أوسكار يونغ
أوسكار يونغ (5 أكتوبر 1867 ببرايتون في المملكة المتحدة - 19 مارس 1947 في المملكة المتحدة) (بالإنجليزية: Wilfrid Young)‏ هو لاعب كريكت بريطاني وبريطاني (وحمل سابقاً جنسية المملكة المتحدة لبريطانيا العظمى وأيرلندا). لعب مع نادي مقاطعة سومرست للكريكت ‏.